# Arabella (Arctic Monkeys)
Arabella è un singolo degli Arctic Monkeys.
La canzone è contenuta nell'album AM, quinto lavoro della band, ed è stata pubblicata come singolo il 28 gennaio 2014 in Italia e il 10 marzo 2014 nel Regno Unito.

## Descrizione
Il brano è dedicato all'allora fidanzata del frontman Alex Turner. Il titolo "Arabella", infatti, nasce dall'unione tra il nome Arielle (ex fidanzata di Turner) e il nome Barbarella (personaggio interpretato da Jane Fonda nell'omonimo film).

## Video musicale
Il video musicale, diretto da Jake Nava, è stato pubblicato su YouTube il 2 marzo 2014.

## Classifiche
| Classifica (2013-14)      | Posizione massima |
| ------------------------- | ----------------- |
| Belgio (Fiandre)          | 7                 |
| Messico                   | 45                |
| Regno Unito               | 70                |
| Regno Unito (independent) | 9                 |
| Stati Uniti (rock)        | 47                |